# Bernát Gáspár
Bernátfalvai Bernát Gáspár (Tiszafüred, 1810. június 26. – Pest, 1873. január 4.) ügyvéd.

## Élete
Bernát Mihály megyei alügyész és Kubinyi Mária fia volt. Középiskoláit Debrecenben és Sárospatakon járta; a jogot Pesten végezte; ügyvédi oklevelet is szerzett, de gyakorló ügyvéd soha sem volt. Pesten telepedett le és az irodalomnak élt. Mint gyermek komoly és ábrándozó volt, ritkán nevetett és sohasem szaladt: iskolatársai közönségesen lunának nevezték. Később jóízű tréfáiról s adomáiról országos hírnévre tett szert.

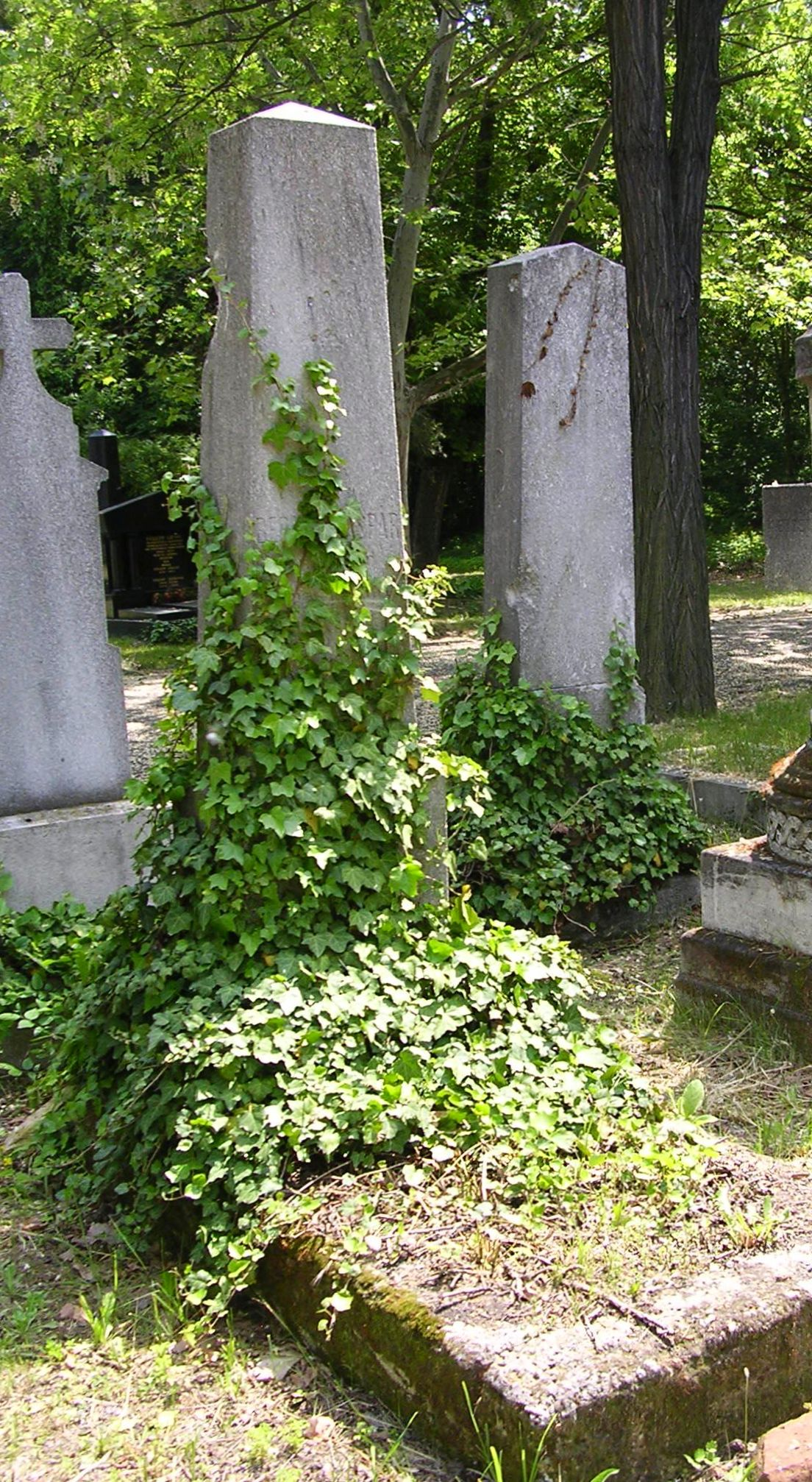
Sírja a Fiumei úti sírkertben

## Munkái
- Freskó-képek. Pest, 1848–1851. 3 kötet és új folyam. Uo. 1852.
- Lavotta élete. Uo. 1857. (atyjának hátrahagyott irataiból.)
- Kaczagányok. Uo. 1857.
- Ki a vivát? népszínmű 3 felv. Uo. 1861.
- Adomái, élczei, apró freskóképei és gazsiádái. Budapest, 1878.

Levelei Mészáros Károlyhoz (kettő 1869-ből) a Nép Zászlójában (1879. 15. sz.), Barta Lászlóhoz (1868. augusztus 9.) a Sárrétben (1881. 47. sz.) és Pájer Antalhoz (1858. április 1.) az Eger című lapban (1882. 51. sz.) jelentek meg.
1834-ben Alföldi csárdások címmel hat táncot tartalmazó füzetet adott ki. Ezeket Mosonyi Mihály átdolgozta és zongoraműként közreadta a Zenészeti Lapok 1861. évi első mellékletében, Újévi ajándék címmel.
Írói első kísérletei a Hasznos Mulatságokban és a Rajzolatokban, versei és freskóképei a következő lapokban és folyóiratokban jelentek meg:
- Honderű (1843–1847)
- Pesti Divatlap (1844)
- Életképek (1847–1848)
- Pesti Napló (1850. 224. 1851. 250. 355. 399. sz.)
- Magyar Hirlap (1851. 399. sz.)
- Hölgyfutár (1852–1856, 1859, 1862–1863)
- Müller Gyula Nagy Naptára (1852–1853, 1857)
- Divatcsarnok (1853–1856, 1860–1861)
- Magyarország és Erdély Képekben (II. 1853)
- Délibáb (1853, Lavottáról)
- Magyar Nép Könyvtára (1854)
- Vasárnapi Ujság (1854, 1856)
- Magyar Néplap (1856)
- Szépirodalmi Album (1856)
- Magyar Posta (1857)
- Kalauz (1857)
- Szépirodalmi Közlöny (1857–1858)
- Napkelet (1857. 1859–1860)
- Népújság (1860)
- Nefelejts (1860–1864)
- Családi Kör (1862)

Utolsó éveiben a Jókai Üstökösébe írt Józsa Gyuriról és Lavottáról adomákat, de a Gazsiádákat nem mind ő írta. A Főv. Lapok (1873.) közölte hátrahagyott költeményét.